# SFの本
『SFの本』（えすえふのほん）は、1982年から1986年まで新時代社から刊行されたSF専門の評論誌。
編集はスタジオ・アンビエント。
A5判。1986年6月の通巻9号で休刊。

## 刊行一覧
- SFの本 創刊号「P・K・ディックにくびったけ!」 1982.12
- SFの本 2号「特集:1982年のパースペクティブ」 1983.3
- SFの本 3号「特集:日本SFの新しい波 / 1982年SF映画にちょっと一言」 1983.7
- SFの本 4号「特集:摩訶不思議的イギリスSF / 追悼:寺山修司」 1983.11
- SFの本 5号「特集:スタニスワフ・レム / サイエンス・フィクションを超えて」 1984.7
- SFの本 6号「新鋭SF特集 / 新連載 野阿梓『Trial and Terror』登場《第一回》」 1984.11
- SFの本 7号「特集:ニューサイエンス1」 1985.4
- SFの本 8号「特集:1984年のSFを掘り尽くす!」 1985.10
- SFの本 9号「特集:新井素子あるいは過剰の修辞学」 1986.6

## 主な執筆者
五十音順
- 大宮信光
- 川崎賢子
- 巽孝之
- 田中千世子
- 丹野義彦
- 中井紀夫
- 新戸雅章
- 野阿梓